# テンアライド

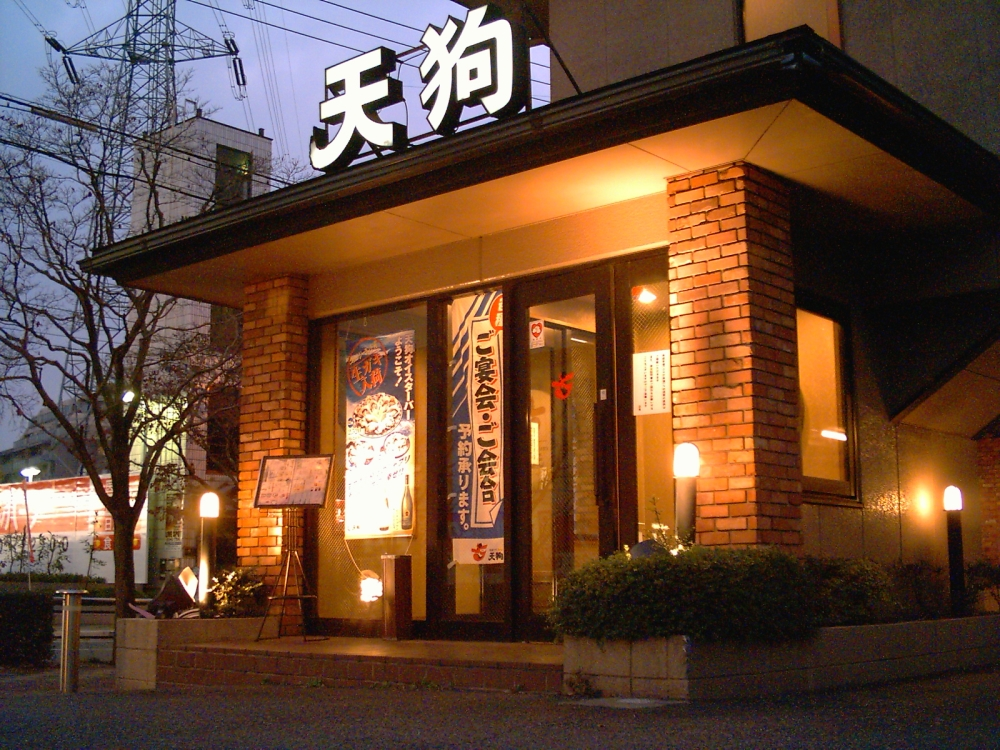
和食れすとらん 天狗 ロードサイド店

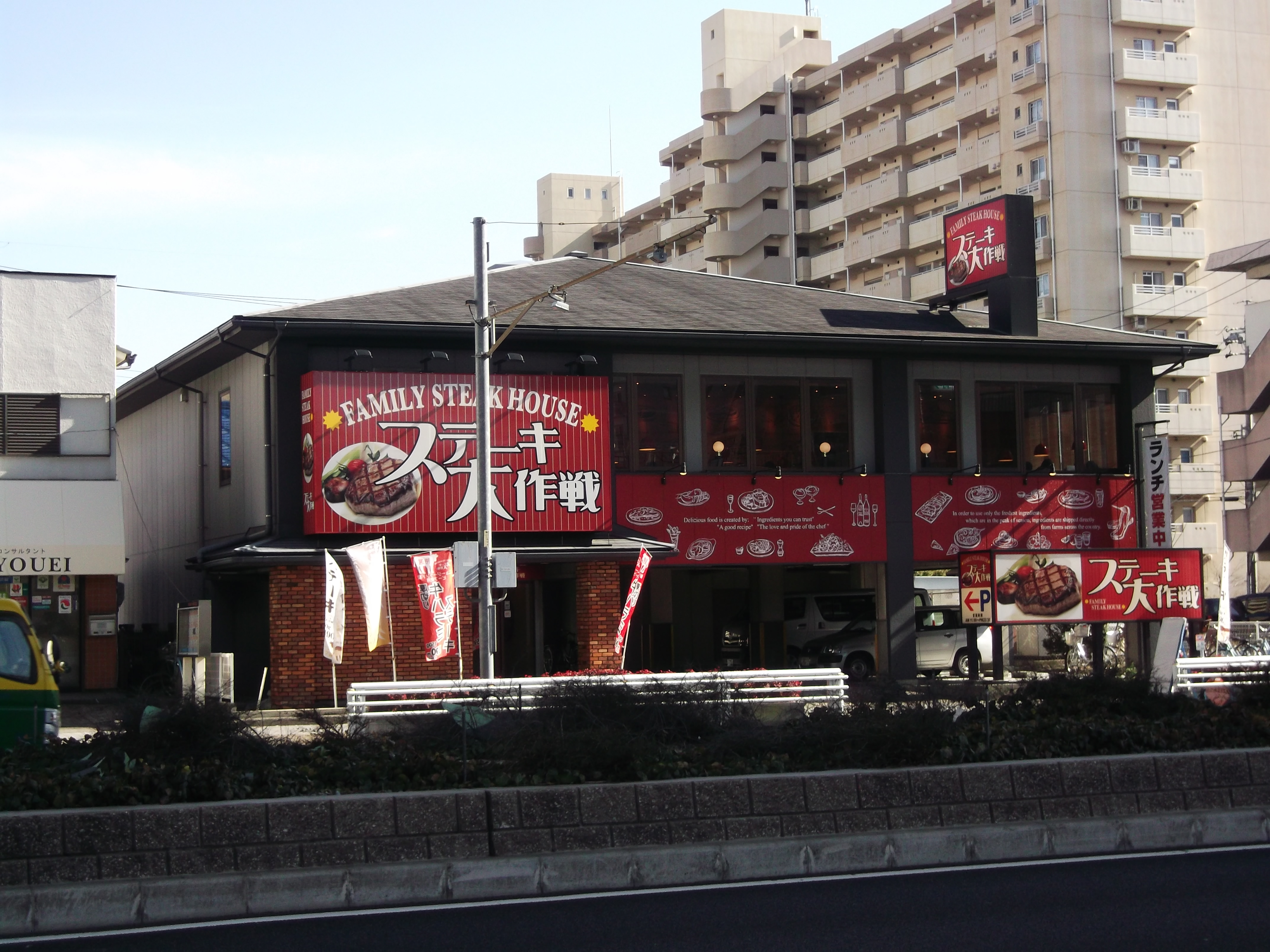
ステーキ大作戦

テンアライド株式会社（英: TEN ALLIED Co.,Ltd.）は、大手居酒屋チェーンを経営する東証スタンダード上場企業。首都圏・中部・関西地区で「良いものを安く、早く、清潔に、最高の雰囲気で」の行動指針のもと「旬鮮酒場 天狗」、「炭火串焼テング酒場」、「和食れすとらん 天狗」「ミートキッチンlog50」「大衆スタンド神田屋」「あげてけや」「てんぐ大ホール」で95店舗（2021年12月現在）を展開している。（内フランチャイズ3店舗）

## 概要
創業者飯田保は創業120年を超える日本橋の酒卸問屋「岡永商店（現・岡永）」経営者飯田紋治郎の次男である。長男飯田博は「岡永」会長兼「日本名門酒会」最高顧問、三男飯田勧はスーパー「オーケー」創業者、五男飯田亮はセコム創業者である。
1969年に創業、1986年に株式店頭公開、1995年に東証一部上場、現在は「旬鮮酒場 天狗」、ファミリー層向け「和食れすとらん 天狗」、高品質の炭火焼を中心とする「テング酒場」、近年では気軽に立ち寄れる立呑み屋「大衆スタンド神田屋」などの数々の業態を首都圏で90店舗以上出店している。自家製豆腐を使った名物料理「肉豆腐」や鮮魚、炭火焼を中心とする「高品質の食材を使用した、低価格メニュー」に加え、高級赤ワイン「バローロ」、オリジナル生ビール「ビアブラウン」、ニッカウヰスキーに生産委託しているウイスキー「天狗オリジナルピュアモルト17年」、麦焼酎「阿波のしずく」、芋焼酎「天狗飫肥杉」、日本酒「いよよ華やぐ」など、多数の独自ブランド酒類を扱う。
食へのこだわりとして防腐剤不使用を可能にするセントラルキッチンを運営しており、第19回(2011年)優良外食産業表彰に置いて『農林水産大臣賞』も受賞している。

## 沿革
- 1969年 - 天狗チェーン株式会社として創業[2]。池袋西口店として天狗第1号店を出店[2]。
- 1977年 - テンアライド株式会社に商号変更[2]。
- 1985年 - 関西地区へ進出[2]。
- 1986年 - 株式店頭公開、東海地区へ進出[2]。
- 1988年 - 九州地区進出[2]。
- 1990年 - 新業態・「和食れすとらん天狗」を出店[2]。
- 1991年 - 東北地区へ進出[2]。
- 1992年 - 東証2部へ上場、北陸地区へ進出[2]。
- 1995年 - 東証1部へ指定替え[2]。
- 2003年 - 従来の居酒屋スタイルからの転換店・「旬鮮酒場 天狗」出店[2]。
- 2011年 - 北陸地区・東北地区から撤退。
- 2013年 - 本社を中央区日本橋馬喰町より目黒区鷹番に移転。
- 2016年 - 埼玉県日高市にセントラルキッチン開設。
- 2018年 - 居酒屋事業の立ち飲み新業態「立呑み神田屋」神田駅前店オープン。
- 2018年 - 肉バル新業態「ミートキッチンlog50」新宿三丁目店オープン

## 関連会社
- 株式会社桃桃‐和食れすとらん 天狗 を運営。テンアライド連結子会社。
- テンワールドトレーディング株式会社‐輸出入酒類を取り扱う連結子会社。